# 離島戦隊サドガシマン
離島戦隊サドガシマン（りとうせんたいさどがしまん）は、新潟県佐渡市に営業所を持つ土産品販売会社「株式会社タカチホ」（本社長野市）が、自社の観光土産製品のために創作したローカルヒーローキャラクターである。
3頭身の戦隊キャラが3人で「佐渡の自然を守るため、そして何より、全国に佐渡を自慢するため」というのがその使命。後からライバルキャラ「ズルガシマン」も加わった。
鹿児島県種子島の「離島戦隊タネガシマン」にヒントを得たと思われるが、今のところ単なる土産品のマスコットキャラに止まっている。
同じデザイナーが後に製作したローカルヒーローとして、長崎県壱岐島・対馬の「離島戦隊イキツシマン」があり、イキツシマンのリーダーのシマナガシブルーは「佐渡に兄弟がいるらしい」という設定になっている。

## キャラクター
- トキレッド
  - 攻撃力　★★★★
  - 守備力　★★★★
  - 特技：トキのものまね、つつき攻撃。（ちなみに女性。）

- シマナガシーブルー
  - 攻撃力　★★★★★
  - 守備力　★★★★★
  - 特技：おけさ踊り。戦隊一の力持ち。前科あり、現在は更生して社会復帰。

- ザクザクゴールド
  - 攻撃力　★★★
  - 守備力　★★
  - 金力　無限大
  - 特技：お金を集める（ゴールドのグッズを持っていると金運アップ！）

- ズルガシマン（シマナガシーブラック）
サドガシマンの活躍を妬みいつも邪魔をする。特にシマナガシーブルーにはものすごいライバル心を燃やしている。
  - 攻撃力　★★★
  - 守備力　★★★★★
  - 特技　悪知恵、アイクロー

## 商品
- 離島戦隊サドガシマン参上

ミルクキャラメル、キーホルダー（レッド、ブルー、ゴールド、ズルガシマンの内1個）
- 少年サドガシマ

ミルクチョコサンドクッキー、シール（サドガシマン&ズルガシマン）
- 少年サドガシマスポーツ

佐渡をかたどったクッキー12個、シール
- ズルガシマンガム

イチゴ味チューインガム、シール（サドガシマン&ズルガシマン）
横125×縦100×厚さ2mmの巨大な一枚板のフーセンガム。
- 離島戦隊サドガシマン ストラップ

- サドガシマンボールペン（レッド、ブルー、ゴールド）

### 販売場所
- 新潟駅
- 佐渡汽船ターミナル（新潟港、両津港）
- 新潟ふるさと村

その他県内の土産物取扱店。
- 通信販売（楽天市場加盟店）。